# 布利恩鎮區 (北達科他州戈爾登瓦利縣)
布利恩鎮區（英語：Bullion Township）是位於美國北達科他州戈爾登瓦利縣的一個鎮區。

## 地方資料
布利恩鎮區的面積為92.93平方千米，當中陸地面積為92.88平方千米，而水域面積為0.05平方千米。根據2020年美國人口普查的數據，當地共有人口32人，而人口密度為每平方千米0.34人。